# Jedlíci aneb Sto kilo lásky
Jedlíci aneb Sto kilo lásky je český film režiséra Tomáše Magnuska z roku 2013.
V hlavních rolích účinkují Milan Chára, Martin Stropnický, Dagmar Patrasová, Tomáš Magnusek, Luboš Xaver Veselý, Karel Heřmánek ml. a Ivana Andrlová.

## Děj
Film pojednává o pěti účastnících odtučňovacího kurzu, k jehož přihlášení je přimělo jejich okolí. Džordž (Milan Chára) jako kdysi pohledný a úspěšný hudebník, Lenka (Dagmar Patrasová) jako knihkupkyně, kterou manžel podvádí s hezčí a mladší slečnou, Luboš Xaver Veselý, který hraje sám sebe jako moderátora v rádiu, plastický chirurg Tomáš (Tomáš Magnusek) a Veronika (Ivana Andrlová) jako účastníci a asketický primář (Martin Stropnický), Mirda (Karel Heřmánek mladší), recepční Marie (Veronika Žilková) a Simona (Kamila Nývltová) jako pracovníci hotelu. Účastníci odtučňovacího programu podstupují různé procedury a bojují s vlastním odporem vůči změně životního stylu.

## Obsazení
| Milan Chára           | Džordž Hrubý   |
| Martin Stropnický     | primář         |
| Dagmar Patrasová      | Lenka Douchová |
| Tomáš Magnusek        | Tomáš Spáčil   |
| Karel Heřmánek mladší | Mirda          |
| Ivana Andrlová        | Veronika       |
| Veronika Žilková      | recepční Marie |
| Luboš Xaver Veselý    | Luboš Veselý   |
| Kamila Nývltová       | Simona         |
| Jan Šťastný           | Novotný        |
| Ilja Racek            | Verončin otec  |
| Petr Janda            | Janda          |
| Václav Svoboda        | Doucha         |
| Ladislav Županič      | lékař          |
| Eva Decastelo         | Tomášova žena  |
| Michal Milbauer       | gay            |

## Recenze
- Daniel Zeman, MovieZone.cz [1]
- Mirka Spáčilová, iDNES.cz [2]
- Věra Mišková, Novinky.cz [3]
- František Fuka, FFFilm.cz [4]